# Vincent Kiplangat Kosgei
Vincent Kiplangat Kosgei (* 11. November 1985) ist ein kenianischer Hürdenläufer, der sich auf den 400-Meter-Distanz spezialisiert hat, wegen seiner Sprintstärke jedoch auch in der 4-mal-400-Meter-Staffel eingesetzt wird.
Bei den Leichtathletik-Afrikameisterschaften 2010 in Nairobi wurde er Vierter über 400 m Hürden und siegte mit der kenianischen Stafette um Geoffrey Ngeno, Julius Kirwa und Mark Kiprotich Muttai. Ebenfalls Vierter wurde er im selben Jahr bei den Commonwealth Games in Neu-Delhi mit persönlicher Bestleistung von 49,36 Sekunden. Mit der Stafette, in der Vincent Mumo Kiilu und Anderson Mureta Mutegi Ngeno und Kirwa ersetzten, errang er die Silbermedaille.
2011 wurde Kosgei als Kenianischer Meister über 400 m Hürden für die Leichtathletik-Weltmeisterschaften in Daegu nominiert. Dort erreichte er die Halbfinalrunde und belegte mit der Stafette, die in der Besetzung von Neu-Delhi antrat, den sechsten Rang. 
Bei den Olympischen Spielen 2012 in London schied er in der ersten Runde aus.